# 波士頓動力
波士頓動力公司（英語：Boston Dynamics）是一家美國的工程與機器人設計公司，此公司的著名產品包含在國防高等研究計劃署（DARPA）出資下替美國軍方開發的四足機器人：波士頓機械狗，以及DI-Guy，一套用於寫實人類模擬的現成軟體（COTS）。此公司早期曾和美國系統公司一同接受來自美國海軍航空作戰中心訓練處（NAWCTSD）的一份合約，該合約的內容是要以DI-Guy人物的互動式3D電腦模擬，取代海軍飛機彈射任務訓練影片。
马克·雷伯特是該公司的總裁兼專案經理，他在1992年令此公司從麻省理工學院底下獨立出來。
在2013年12月13日，波士頓動力公司被Google收購。2017年6月9日，軟銀以不公开的条款收購Google母公司Alphabet旗下的波士頓動力公司。2020年12月12日，现代汽車集团宣布以11亿美元收购波士顿动力，不过收购完成后软银将继续通过附属公司持有波士顿动力20%的股份。2021年6月，现代汽車宣布正式从软银手中收购波士顿动力公司的控股权。

## 機器人產品
- 波士頓機械狗
- Atlas機器人
- Cheetah
- LittleDog
- RiSE
- 步兵班組支援系統（英语：Legged Squad Support System）
- PETMAN

## 外部連結
- 官方網站 （页面存档备份，存于）
- 官方Youtube頻道 （页面存档备份，存于）